# Geschlechtsumwandlung
Geschlechtsumwandlung ist eine Veränderung des Geschlechts während der Individualentwicklung. Für die Geschlechtsumwandlung gibt es im Tierreich eine Reihe von Beispielen. Trotzdem ist sie eine Ausnahme. Normalerweise ist das Geschlecht eindeutig festgelegt, oder es entstehen doppelgeschlechtliche Individuen (Zwitter). 

## Beispiele
- Beim Schwertträger (Xiphophorus helleri helleri), einem Lebendgebärenden Zahnkarpfen, entwickelten in sehr seltenen Fällen Weibchen nach und nach männliche Geschlechtsmerkmale. Es wird behauptet, dass diese in Einzelfällen auch Nachkommen zeugten; wissenschaftlich belegt ist dies jedoch nicht. Meist handelt es sich aber um Träger männlicher Merkmale, die nicht als Männchen im biologischen Sinne fungieren können.[1]
- Auch bei den meisten barschartigen Korallenfischen ist eine Geschlechtsumwandlung möglich.[2]
- Bei Weibchen der Flussperlmuscheln (Margaritifera margaritifera) kommt es zur Geschlechtsumwandlung, wenn durch zu wenige Männchen der Bestand gefährdet ist.[3]

Während der Geschlechtsumwandlung kann es auch äußerlich zu körperlichen Umbildungen wegen des Geschlechtsdimorphismus kommen.

## Künstliche Geschlechtsumwandlung
Einige Chemikalien, wie bestimmte Halogenkohlenwasserstoffe und Steroide, können eine künstliche Geschlechtsumwandlung auslösen (beobachtet z. B. bei Fröschen). Dabei wurde sowohl die Umwandlung eines Männchens in ein Weibchen als auch der umgekehrte Weg nachgewiesen.